# Chesapeake Bayhawks

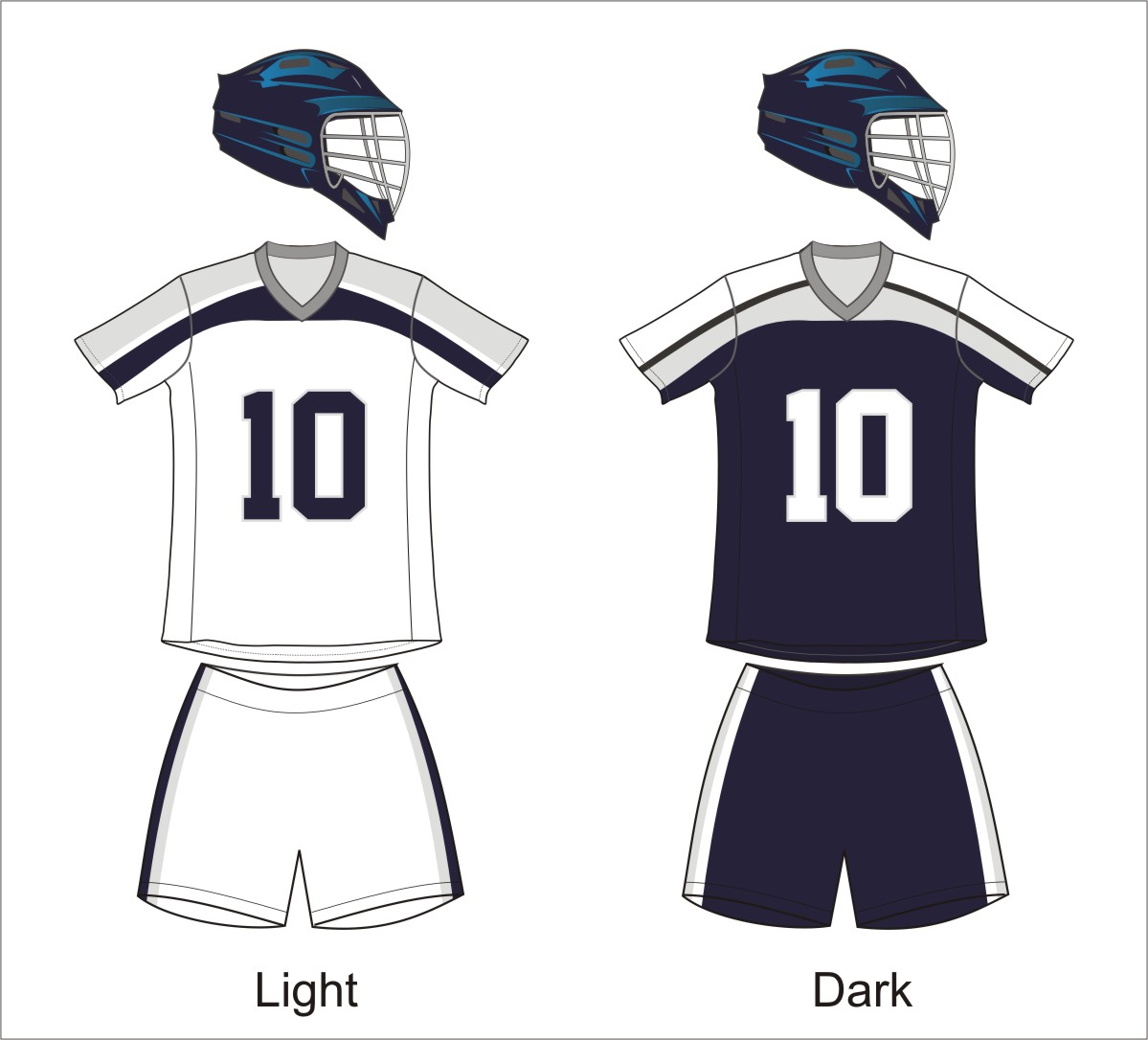
Divise dei Bayhawks

I Chesapeake Bayhawks sono una squadra professionistica di lacrosse, facente parte della Major League Lacrosse, con sede a Annapolis, Maryland, USA. Hanno vinto quattro Steinfeld Cup e sono pertanto la squadra più titolata della lega. Hanno cambiato nome e sede diverse volte: sono nati nel 2001 come Baltimore Bayhawks, mantenendo tale denominazione sino al 2006, quando si sono trasferiti a Washington D. C., diventando i Washington Bayhawks, nome mantenuto tra 2007 e 2009, prima del trasferimento ad Annapolis e della consequenziale modifica in Chesapeake Bayhawks.